# Championnat d'Europe féminin de handball 1994
Navigation
Danemark 1996
La 1re édition du Championnat d'Europe féminin de handball s'est déroulée en Allemagne du 17 au 25 septembre 1994.
Trois mois après le lancement du Championnat d'Europe masculin de handball 1994 au Portugal, 12 nations participent à la première édition du Championnat d'Europe féminin. Le Danemark devient le premier champion d'Europe après sa victoire 27 à 23 en finale sur le pays hôte, l'Allemagne, devant 4000 spectateurs à Berlin. La Norvège décroche sa première médaille en remportant la petite finale 24 à 19 face à la Hongrie. Avec 48 buts marqués, la Hongroise Ágnes Farkas est la meilleure marqueuse.

## Présentation

### Sites
- Groupe A : Bonn, Hardtberghalle (3500 places) et Waiblingen, Rundsporthalle (? places)
- Groupe B : Magdebourg, Hermann-Gieseler-Halle (2000 places) et Oldenbourg, Weser-Ems-Halle (? places)
- Matchs de classement : Oberhausen, Willy-Jürissen-Halle (1500 places)
- Phase finale : Berlin, ? (4000 places)

### Qualifications
En dehors de l'Allemagne, qualifié en tant que pays organisateur, les équipes sont réparties en 7 poules de 4 équipes. À l'issue de ces matchs disputés en aller-retour, les 7 premiers et le meilleur deuxième se qualifient pour le Championnat d'Europe 1994. Les 6 autres deuxièmes s'affrontent 2 à 2 en matchs aller-retour à l'issue desquels les 3 vainqueurs se qualifient pour la compétition.
Les équipes qualifiées sont :
- Organisateur (1) :  Allemagne
- Qualifications (11) :
  - Vainqueurs de groupes (7)[2] :  Autriche,  Croatie,  Norvège,  Rép. tchèque,   Roumanie,  Russie,  Ukraine
  - Meilleur deuxième (1) :  Slovaquie
  - Vainqueurs des barrages (3)[3] :  Danemark,  Hongrie et  Suède

## Phase de groupe
Les deux premiers de chaque groupe sont qualifiés pour les demi-finales tandis que les quatre autres équipes jouent des matchs de classement deux à deux (3e du groupe A contre 3e du groupe B pour la 5e place, etc.).
Remarques : les équipes sont départagées à la différence de but générale.

### Groupe A
|   | Équipe   | Pts | J | G | N | P | Bp  | Bc  | Diff |
| - | -------- | --- | - | - | - | - | --- | --- | ---- |
| 1 | Danemark | 10  | 5 | 5 | 0 | 0 | 130 | 100 | 30   |
| 2 | Norvège  | 6   | 5 | 3 | 0 | 2 | 92  | 89  | 3    |
| 3 | Croatie  | 6   | 5 | 3 | 0 | 2 | 88  | 92  | -4   |
| 4 | Suède    | 4   | 5 | 2 | 0 | 3 | 110 | 125 | -15  |
| 5 | Autriche | 2   | 5 | 1 | 0 | 4 | 94  | 98  | -4   |
| 6 | Ukraine  | 2   | 5 | 1 | 0 | 4 | 96  | 106 | -10  |

| Date         | Équipe 1 | Score   | Équipe 2 |
| ------------ | -------- | ------- | -------- |
| 17 septembre | Norvège  | 25 – 23 | Suède    |
| 17 septembre | Danemark | 26 – 20 | Croatie  |
| 17 septembre | Autriche | 24 – 16 | Ukraine  |
| 18 septembre | Suède    | 20 – 32 | Danemark |
| 18 septembre | Ukraine  | 16 – 19 | Norvège  |
| 18 septembre | Croatie  | 14 – 13 | Autriche |
| 19 septembre | Norvège  | 15 – 16 | Croatie  |
| 19 septembre | Danemark | 28 – 21 | Autriche |
| 19 septembre | Suède    | 24 – 23 | Ukraine  |
| 21 septembre | Danemark | 21 – 20 | Ukraine  |
| 21 septembre | Autriche | 11 – 14 | Norvège  |
| 21 septembre | Croatie  | 20 – 17 | Suède    |
| 22 septembre | Ukraine  | 21 – 18 | Croatie  |
| 22 septembre | Autriche | 25 – 26 | Suède    |
| 22 septembre | Norvège  | 19 – 23 | Danemark |

### Groupe B
|   | Équipe       | Pts | J | G | N | P | Bp  | Bc  | Diff |
| - | ------------ | --- | - | - | - | - | --- | --- | ---- |
| 1 | Allemagne    | 8   | 5 | 4 | 0 | 1 | 107 | 98  | 9    |
| 2 | Hongrie      | 7   | 5 | 3 | 1 | 1 | 116 | 107 | 9    |
| 3 | Russie       | 6   | 5 | 3 | 0 | 2 | 117 | 89  | 28   |
| 4 | Rép. tchèque | 4   | 5 | 2 | 0 | 3 | 98  | 98  | 0    |
| 5 | Roumanie     | 4   | 5 | 2 | 0 | 3 | 88  | 98  | -10  |
| 6 | Slovaquie    | 1   | 5 | 0 | 1 | 4 | 82  | 118 | -36  |

| Date         | Équipe 1     | Score   | Équipe 2     |
| ------------ | ------------ | ------- | ------------ |
| 17 septembre | Allemagne    | 23 – 21 | Russie       |
| 17 septembre | Roumanie     | 22 – 16 | Slovaquie    |
| 17 septembre | Hongrie      | 25 – 19 | Rép. tchèque |
| 18 septembre | Russie       | 21 – 14 | Roumanie     |
| 18 septembre | Rép. tchèque | 21 – 22 | Allemagne    |
| 18 septembre | Slovaquie    | 23 – 23 | Hongrie      |
| 19 septembre | Allemagne    | 20 – 13 | Slovaquie    |
| 19 septembre | Roumanie     | 16 – 24 | Hongrie      |
| 19 septembre | Russie       | 17 – 19 | Rép. tchèque |
| 21 septembre | Roumanie     | 18 – 17 | Rép. tchèque |
| 21 septembre | Hongrie      | 25 – 22 | Allemagne    |
| 21 septembre | Slovaquie    | 14 – 31 | Russie       |
| 22 septembre | Rép. tchèque | 22 – 16 | Slovaquie    |
| 22 septembre | Hongrie      | 19 – 27 | Russie       |
| 22 septembre | Allemagne    | 20 – 18 | Roumanie     |

## Phase finale
|  | Demi-finales                     | Demi-finales                     |                        |    | Finale                           | Finale                           |
|  | Demi-finales                     | Demi-finales                     |                        |    | Finale                           | Finale                           |
|  |                                  |                                  |                        |    |                                  |                                  |
|  | 24 septembre 1994, 15h00, Berlin | 24 septembre 1994, 15h00, Berlin |                        |    | 25 septembre 1994, 15h00, Berlin | 25 septembre 1994, 15h00, Berlin |
|  | 24 septembre 1994, 15h00, Berlin | 24 septembre 1994, 15h00, Berlin |                        |    | 25 septembre 1994, 15h00, Berlin | 25 septembre 1994, 15h00, Berlin |
|  | Danemark                         | 29ap                             |                        |    | 25 septembre 1994, 15h00, Berlin | 25 septembre 1994, 15h00, Berlin |
|  | Danemark                         | 29ap                             |                        |    | 25 septembre 1994, 15h00, Berlin | 25 septembre 1994, 15h00, Berlin |
|  | Hongrie                          | 28                               |                        |    | 25 septembre 1994, 15h00, Berlin | 25 septembre 1994, 15h00, Berlin |
|  | Hongrie                          | 28                               | Danemark               | 27 |                                  |                                  |
|  | 24 septembre 1994, 17h00, Berlin |                                  | Danemark               | 27 |                                  |                                  |
|  |                                  | Allemagne                        | 23                     |    |                                  |                                  |
|  | Allemagne                        | Allemagne                        | 23                     | 22 |                                  |                                  |
|  | Allemagne                        |                                  |                        | 22 |                                  |                                  |
|  | Norvège                          | 18                               |                        |    |                                  |                                  |
|  | Norvège                          | 18                               | Match pour la 3e place |    |                                  |                                  |
|  |                                  |                                  |                        |    |                                  |                                  |
|  | 25 septembre 1994, 17h00, Berlin |                                  |                        |    |                                  |                                  |
|  |                                  |                                  |                        |    |                                  |                                  |
|  | Hongrie                          | 19                               |                        |    |                                  |                                  |
|  | Hongrie                          | 19                               |                        |    |                                  |                                  |
|  | Norvège                          | 24                               |                        |    |                                  |                                  |
|  | Norvège                          | 24                               |                        |    |                                  |                                  |

### Demi-finales
| 24 septembre 1994 15h00 | Danemark                   | 29 – 28 (ap)                                              | Hongrie           | CS Horst-Korber, Berlin Affluence : 3 700 Arbitrage : Şerbu, Dobre |
| 24 septembre 1994 15h00 | A. Andersen, C. Andersen 7 | (13-15, 26-26)                                            | Erzsébet Kocsis 9 | CS Horst-Korber, Berlin Affluence : 3 700 Arbitrage : Şerbu, Dobre |
| 24 septembre 1994 15h00 | Prol. : 3-2                |                                                           |                   | CS Horst-Korber, Berlin Affluence : 3 700 Arbitrage : Şerbu, Dobre |
| 24 septembre 1994 15h00 | ×2 ×1                      | FrauenHB-Archiv AWF.GDA.pl haandbold.dk kezitortenelem.hu | ×1 ×6             | CS Horst-Korber, Berlin Affluence : 3 700 Arbitrage : Şerbu, Dobre |

| Danemark                     |                        |                    |                    |
| 1                            | Lene Rantala           | 19e-34e            | 19e-34e            |
| 16                           | Susanne Munk Lauritsen | 1re-19e et 34e-60e | 1re-19e et 34e-60e |
| 2                            | Anne Dorthe Tanderup   | 0                  | Suspension         |
| 3                            | Rikke Solberg          | 3 (2 pen.)         |                    |
| 4                            | Camilla Andersen       | 7 (1 pen.)         |                    |
| 6                            | Anette Hoffmann-Møberg | 2                  | Carton jaune       |
| 7                            | Anja Byrial Hansen     | 2                  |                    |
| 8                            | Marianne Florman       | 0                  |                    |
| 9                            | Janne Kolling          | 5                  |                    |
| 10                           | Conny Hamann           | 3                  | Carton jaune       |
| 11                           | Anja Andersen          | 7 (1 pen.)         |                    |
| 15                           | Marlene Jensen         | NE                 |                    |
| Sélectionneur : Ulrik Wilbek |                        |                    |                    |

|       | Statistiques   |        |
| ----- | -------------- | ------ |
| 29    | Buts marqués   | 28     |
| ? %   | % réussite     | ? %    |
| ?     | Arrêts         | ?      |
| ? %   | % d'arrêts     | ? %    |
| 4/7   | Jets de 7 m    | 5/5    |
| 2     | Cartons jaunes | 1      |
| 2 min | Suspensions    | 12 min |
| 0     | Cartons rouges | 0      |

| Hongrie                         |                    |                |                           |
| 1                               | Anikó Meksz        | 4e-60e         | 4e-60e                    |
| 16                              | Brigitta Szopóczy* | 1re-4e et 3 7m | 1re-4e et 3 7m            |
| 2                               | Rita Hochrajter    | NE             |                           |
| 5                               | Ildikó Pádár       | 0              |                           |
| 6                               | Erzsébet Kocsis*   | 9              |                           |
| 7                               | Helga Németh*      | 8              | Suspension · Suspension   |
| 9                               | Edit Csendes       | NE             |                           |
| 10                              | Anna Szántó*       | 2              | Suspension · Suspension   |
| 11                              | Ágnes Farkas*      | 7 (5 pen.)     |                           |
| 13                              | Ágota Utasi*       | 0              | Suspension                |
| 14                              | Beatrix Tóth       | NE             |                           |
| 15                              | Beatrix Kökény*    | 2              | Carton jaune · Suspension |
| Sélectionneur : László Laurencz |                    |                |                           |

| 24 septembre 1994 17h00 | Allemagne             | 22 – 18                     | Norvège            | CS Horst-Korber, Berlin Affluence : 4 000 Arbitrage : Kostov, Ivanchev |
| 24 septembre 1994 17h00 | Michaela Erler (de) 8 | (12-9)                      | Larsen, Sagstuen 6 | CS Horst-Korber, Berlin Affluence : 4 000 Arbitrage : Kostov, Ivanchev |
| 24 septembre 1994 17h00 | ×4                    | FrauenHB-Archiv handball.no | ×4                 | CS Horst-Korber, Berlin Affluence : 4 000 Arbitrage : Kostov, Ivanchev |

| Allemagne                      |                      |                  |                           |
| 1                              | Renate Zschau        | 1re-28e, 42e-57e | 1re-28e, 42e-57e          |
| 16                             | Sabine Picken-Adamik | 28e-42e, 57e-60e | 28e-42e, 57e-60e          |
| ?                              | Kerstin Mühlner      | 1                |                           |
| 6                              | Csilla Elekes (de)   | 0                |                           |
| 7                              | Bianca Urbanke (de)  | 4 (2 pen.)       |                           |
| 8                              | Andrea Bölk (de)     | 3 (1 pen.)       |                           |
| 9                              | Carola Ciszewski     | 0                |                           |
| 10                             | Michaela Erler (de)  | 8                | Carton jaune · Suspension |
| 11                             | Silke Fittinger      | 4                |                           |
| 14                             | Birgit Wagner        | 2                |                           |
| 15                             | Franziska Heinz (de) | 0                |                           |
| Sélectionneur : Lothar Doering |                      |                  |                           |

|       | Statistiques   |       |
| ----- | -------------- | ----- |
| 22    | Buts marqués   | 18    |
| ? %   | % réussite     | ? %   |
| ?     | Arrêts         | ?     |
| ? %   | % d'arrêts     | ? %   |
| 3/3   | Jets de 7 m    | 4/?   |
| ?     | Cartons jaunes | ?     |
| 8 min | Suspensions    | 8 min |
| 0     | Cartons rouges | 0     |

| Norvège                       |                         |            |            |
| 1                             | Cecilie Leganger        | ?          | ?          |
| 16                            | Monica Løken            | ?          | ?          |
| 2                             | Tonje Sagstuen          | 6 (1 pen.) | Suspension |
| 3                             | Kjersti Grini           | 2 (1 pen.) | Suspension |
| 4                             | Kristine Moldestad      | 1          | Suspension |
| 5                             | Susann Goksør           | 0          | Suspension |
| 6                             | Kari Solem              | 1          |            |
| 9                             | Hege Kristine Kvitsand  | 0          |            |
| 10                            | Ingrid Steen            | 1          |            |
| 13                            | Kristine Duvholt Havnås | 1          |            |
| 14                            | Marte Eliasson          | NE         |            |
| 15                            | Tonje Larsen            | 6 (2 pen.) |            |
| Sélectionneur : Marit Breivik |                         |            |            |

### Match pour la3eplace
| 25 septembre 1994 15h00 | Norvège         | 24 – 19                                                  | Hongrie        | CS Horst-Korber, Berlin Affluence : 4 000 Arbitrage : Elbrønd, Løvqvist |
| 25 septembre 1994 15h00 | Ingrid Steen 10 | (10-6)                                                   | Ágnes Farkas 9 | CS Horst-Korber, Berlin Affluence : 4 000 Arbitrage : Elbrønd, Løvqvist |
| 25 septembre 1994 15h00 | ×2 ×6           | FrauenHB-Archiv AWF.GDA.pl kezitortenelem.hu handball.no | ×2 ×4          | CS Horst-Korber, Berlin Affluence : 4 000 Arbitrage : Elbrønd, Løvqvist |

| Norvège                       |                         |             |                         |
| 1                             | Cecilie Leganger        | 1re-60e     | 1re-60e                 |
| 16                            | Monica Løken            | 2 7m        | 2 7m                    |
| 2                             | Tonje Sagstuen          | 3           |                         |
| 4                             | Kristine Moldestad      | 1           | Carton jaune            |
| 5                             | Susann Goksør           | 1           |                         |
| 6                             | Kari Solem              | 2           |                         |
| 8                             | Siri Eftedal            | 0           | Suspension              |
| 9                             | Hege Kristine Kvitsand  | 2           | Suspension · Suspension |
| 10                            | Ingrid Steen            | 10 (4 pen.) | Suspension · Suspension |
| 13                            | Kristine Duvholt Havnås | 0           | Suspension              |
| 14                            | Marte Eliasson          | 3           | Carton jaune            |
| 15                            | Tonje Larsen            | 2           |                         |
| Sélectionneur : Marit Breivik |                         |             |                         |

|        | Statistiques   |       |
| ------ | -------------- | ----- |
| 24     | Buts marqués   | 19    |
| ? %    | % réussite     | ? %   |
| ?      | Arrêts         | ?     |
| ? %    | % d'arrêts     | ? %   |
| 4/5    | Jets de 7 m    | 3/5   |
| 2      | Cartons jaunes | 2     |
| 12 min | Suspensions    | 8 min |
| 0      | Cartons rouges | 0     |

| Hongrie                         |                   |            |                           |
| 1                               | Anikó Meksz*      | 1re-43e    | 1re-43e                   |
| 16                              | Brigitta Szopóczy | 43e-60e    | 43e-60e                   |
| 2                               | Rita Hochrajter   | 0          |                           |
| 5                               | Ildikó Pádár      | 3          |                           |
| 6                               | Erzsébet Kocsis*  | 4 (1 pen.) | Carton jaune · Suspension |
| 7                               | Helga Németh*     | 1          | Suspension                |
| 9                               | Edit Csendes      | 0          |                           |
| 10                              | Anna Szántó*      | 0          | Carton jaune              |
| 11                              | Ágnes Farkas*     | 9 (2 pen.) | Suspension                |
| 13                              | Ágota Utasi*      | 0          |                           |
| 14                              | Beatrix Tóth      | 0          |                           |
| 15                              | Beatrix Kökény*   | 2          | Suspension                |
| Sélectionneur : László Laurencz |                   |            |                           |

### Finale
| 25 septembre 1994 17h00 | Danemark           | 27 – 23                                 | Allemagne            | CS Horst-Korber Berlin Affluence : 4 000 Arbitrage : Brussel, van Dongen |
| 25 septembre 1994 17h00 | Camilla Andersen 7 | (14-13)                                 | Renate Zienkiewicz 6 | CS Horst-Korber Berlin Affluence : 4 000 Arbitrage : Brussel, van Dongen |
| 25 septembre 1994 17h00 | ×2 ×5 ×1           | FrauenHB-Archiv AWF.GDA.pl haandbold.dk | ×3                   | CS Horst-Korber Berlin Affluence : 4 000 Arbitrage : Brussel, van Dongen |

| Danemark                     |                        |                    |                                                     |
| 1                            | Lene Rantala           | 47e-50e            | 47e-50e                                             |
| 16                           | Susanne Munk Lauritsen | 1re-47e et 50e-60e | 1re-47e et 50e-60e                                  |
| 2                            | Anne Dorthe Tanderup   | 1                  | Carton jaune · Suspension                           |
| 3                            | Rikke Solberg          | 0                  |                                                     |
| 4                            | Camilla Andersen       | 7 (3/3 pen.)       |                                                     |
| 6                            | Anette Hoffmann-Møberg | 3                  |                                                     |
| 7                            | Anja Byrial Hansen     | 1                  |                                                     |
| 8                            | Marianne Florman       | 1                  | Suspension                                          |
| 9                            | Janne Kolling          | 5                  |                                                     |
| 10                           | Conny Hamann           | 3                  | Carton jaune                                        |
| 11                           | Anja Andersen          | 6                  | Suspension · Suspension · Suspension · Carton rouge |
| 15                           | Marlene Jensen         | 0                  |                                                     |
| Sélectionneur : Ulrik Wilbek |                        |                    |                                                     |

|        | Statistiques   |       |
| ------ | -------------- | ----- |
| 27     | Buts marqués   | 21    |
| ? %    | % réussite     | ? %   |
| ?      | Arrêts         | ?     |
| ? %    | % d'arrêts     | ? %   |
| 3/3    | Jets de 7 m    | 5/7   |
| 2      | Cartons jaunes | 3     |
| 10 min | Suspensions    | 6 min |
| 1      | Cartons rouges | 0     |

| Allemagne                      |                      |            |                                        |
| 1                              | Renate Zschau        | ?          | ?                                      |
| 16                             | Eike Bram            | ?,         | ?,                                     |
| 4                              | Renate Zienkiewicz   | 6          |                                        |
| 6                              | Csilla Elekes (de)   | 1          |                                        |
| 7                              | Bianca Urbanke (de)  | 5 (1 pen.) |                                        |
| 8                              | Andrea Bölk (de)     | 4 (4 pen.) | Carton jaune · Suspension · Suspension |
| 9                              | Carola Ciszewski     | 0          |                                        |
| 10                             | Michaela Erler (de)  | 0          | Carton jaune · Suspension              |
| 11                             | Silke Fittinger      | 4          |                                        |
| 13                             | Sybille Gruner       | 0          |                                        |
| 14                             | Birgit Wagner        | 3          |                                        |
| 15                             | Franziska Heinz (de) | NE         |                                        |
| Sélectionneur : Lothar Doering |                      |            |                                        |

## Matchs de classement
| Match                   | Équipe 1 | Score   | Équipe 2     |
| ----------------------- | -------- | ------- | ------------ |
| Match pour la 5e place  | Croatie  | 27 – 26 | Russie       |
| Match pour la 7e place  | Suède    | 24 – 20 | Rép. tchèque |
| Match pour la 9e place  | Autriche | 26 – 24 | Roumanie     |
| Match pour la 11e place | Ukraine  | 30 – 29 | Slovaquie    |

## Classement final
| Rang                       | Équipe    | J | G | N | P | Bp  | Bc  | Diff |
| -------------------------- | --------- | - | - | - | - | --- | --- | ---- |
| Médaille d'or, Europe      | Danemark  | 7 | 7 | 0 | 0 | 186 | 151 | +35  |
| Médaille d'argent, Europe  | Allemagne | 7 | 5 | 0 | 2 | 152 | 143 | +9   |
| Médaille de bronze, Europe | Norvège   | 7 | 4 | 0 | 3 | 134 | 130 | +4   |
| 4                          | Hongrie   | 7 | 3 | 1 | 3 | 163 | 160 | +3   |
| 5                          | Croatie   | 6 | 4 | 0 | 2 | 113 | 118 | –5   |
| 6                          | Russie    | 6 | 3 | 0 | 3 | 143 | 116 | +27  |
| 7                          | Suède     | 6 | 3 | 0 | 3 | 134 | 145 | –11  |
| 8                          | Tchéquie  | 6 | 2 | 0 | 4 | 118 | 122 | –4   |
| 9                          | Autriche  | 6 | 2 | 0 | 4 | 120 | 122 | –2   |
| 10                         | Roumanie  | 6 | 2 | 0 | 4 | 112 | 124 | –12  |
| 11                         | Ukraine   | 6 | 2 | 0 | 4 | 126 | 133 | –7   |
| 12                         | Slovaquie | 6 | 0 | 1 | 5 | 111 | 148 | –37  |

## Statistiques et récompenses

### Équipe-type
À l'issue du tournoi, l'équipe-type du tournoi a été désignée, :
- meilleure gardienne : Cecilie Leganger,  Norvège
- meilleure ailière gauche : Silke Fittinger (de),  Allemagne
- meilleure arrière gauche : Ágnes Farkas,  Hongrie
- meilleure demi-centre : Camilla Andersen,  Danemark
- meilleure pivot : Erzsébet Kocsis,  Hongrie
- meilleure arrière droite : Bianca Urbanke (de),  Allemagne
- meilleure ailière droite : Janne Kolling,  Danemark

### Meilleures marqueuses
Les meilleures marqueuses sont :
| Rang | Joueuse               | Sélection    | Buts (7m) |
| ---- | --------------------- | ------------ | --------- |
| 1    | Ágnes Farkas          | Hongrie      | 48 (17)   |
| 2    | Steluța Lazăr (ro)    | Roumanie     | 47 (22)   |
| 3    | Bianca Urbanke (de)   | Allemagne    | 45 (12)   |
| 4    | Raïssa Verakso (uz)   | Russie       | 40 (5)    |
| 5    | Anja Andersen         | Danemark     | 39 (3)    |
| 6    | Åsa Eriksson          | Suède        | 37 (18)   |
| 7    | Erzsébet Kocsis       | Hongrie      | 34 (1)    |
| 8    | Camilla Andersen      | Danemark     | 34 (11)   |
| 9    | Helga Németh (en)     | Hongrie      | 31 (0)    |
| 10   | Tonje Sagstuen        | Norvège      | 31 (6)    |
| 11   | Snježana Petika (hr)  | Croatie      | 29 (0)    |
| 12   | Stanka Božović        | Autriche     | 29 (8)    |
| 13   | Monika Ludmilová (de) | Rép. tchèque | 29 (15)   |
| 14   | Petra Čumplová (de)   | Rép. tchèque | 28 (12)   |
| 15   | Natalia Deriouguina   | Russie       | 27 (7)    |
| 16   | Janne Kolling         | Danemark     | 26 (0)    |
| 17   | Lilia Rybalko-Ship    | Ukraine      | 26 (13)   |
| 18   | Edit Matei (en)       | Autriche     | 23 (1)    |

## Effectifs des équipes sur le podium
Les effectifs des équipes sur le podium sont :

### Championne d'Europe:Danemark
- Lene Rantala
- Anne Dorthe Tanderup
- Rikke Solberg
- Camilla Andersen
- Tonje Kjaergaard
- Anette Hoffmann
- Anja Byrial Hansen
- Marianne Florman
- Janne Kolling
- Conny Hamann
- Anja Andersen
- Gitte Sunesen
- Susanne Boilesen
- Heidi Astrup
- Marlene Jensen
- Susanne Munk Lauritsen

Sélectionneur : Ulrik Wilbek

### Vice-championne d'Europe:Allemagne
- Renate Zschau
- Kerstin Mühlner
- Renate Zienkiewitcz
- Heike Murrweiß
- Csilla Elekes
- Bianca Urbanke (de)
- Andrea Bölk
- Carola Ciszewski
- Michaela Erler
- Silke Fittinger (de)
- Sabine Adamik
- Sybille Gruner
- Birgit Wagner
- Franziska Heinz
- Eike Bram
- Josefine Grosse

Sélectionneur : Lothar Doering

### Troisième place:Norvège
- Cecilie Leganger
- Tonje Sagstuen
- Kjersti Grini
- Kristine Moldestad
- Susann Goksør
- Kari Solem
- Mona Dahle
- Siri Eftedal
- Hege Kvitsand
- Ingrid Steen
- Annette Skotvoll
- Kristine Duvholt
- Marte Eliasson
- Tonje Larsen
- Monica Løken

Sélectionneur : Marit Breivik